# ایو مانکل
ایو مانکل (آلمانی: Yves Mankel؛ زادهٔ ۱۲ نوامبر ۱۹۷۰) لژسوار اهل آلمان است.